# 边际分析法
边际分析法是一種企业在进行决策判断前會進行的分析。邊際分析法通常是貝氏決策準則之外的另一項選擇。
邊際分析法著重於分析買入一項貨物是否值得。其認為購入一項貨物得只會有兩種結果：賣出或不能賣出。如果能出售該項貨物，則增加該貨物所產生的利潤，稱之為邊際利潤；如果不能出售該項貨物，則增加該貨物所產生的損失，稱之為邊際損失。
使用邊際分析法評估了該貨物可能可以出售的機率之後，若能出售的機率較高，便可增加此單位之存量，否則不宜增加存量。